# Madison Jeffries (personaje)
Madison Jeffries es un superhéroe mutante ficticio que aparece en los cómics estadounidenses publicados por Marvel Comics. Se representa al personaje con la capacidad de remodelar plástico, metal y vidrio a cualquier forma deseada. También tiene la capacidad tecnopática de comunicarse mentalmente con I.A., como máquinas y robots. Madison Jeffries es el hermano de Lionel Jeffries.

## Historial de publicaciones
Madison Jeffries apareció por primera vez en Alpha Flight # 16 (noviembre de 1984) y fue creado por John Byrne.

## Biografía ficticia

### Servicio militar y Departamento H
Cuando era joven, Madison Jeffries se ofreció como voluntario para alistarse como soldado en Vietnam junto a su hermano menor Lionel Jeffries. Si bien Madison prefirió no usar sus habilidades mutantes para reestructurar el metal, el vidrio y el plástico, Lionel usó sus habilidades para remodelar materiales orgánicos para curar a los soldados heridos. Sin embargo, cuando Lionel intentó usar sus poderes para revivir a los soldados muertos, con resultados grotescos, se volvió loco y Madison se vio obligada a usar sus propios poderes para atar a su hermano. Lionel, como Scramble el Hombre Mezclador, fue internado en una sala psiquiátrica en el Hospital General de Montreal, y Madison dejó el ejército.
Madison conoció y se hizo amigo de un hombre llamado Roger Bochs en una clínica para personas con discapacidad física. Los dos se hicieron amigos y Madison usó sus poderes mutantes para ayudar a Bochs a crear su robot Box. Fueron descubiertos por el Dr. James MacDonald Hudson, también conocido como Arma Alpha, y reclutados en el nuevo programa Alpha Flight.
Durante la primera sanción del gobierno canadiense a Alpha Flight y su organización matriz, el Departamento H, Madison permaneció en el programa Gamma Flight de tercer nivel, mientras que Bochs y su robot controlado cibernéticamente, Box, alcanzaron el nivel Beta Flight. Madison tuvo una relación fugaz con su compañera miembro de Gamma Flight, Diamond Lil, pero los dos se separarían por algún tiempo. Cuando el gobierno canadiense recortó los fondos del Departamento H, Madison abandonó la organización por completo y encontró empleo cavando zanjas.

### Roger Bochs y Omega Flight
Mientras Madison continuaba con su propia vida, Box y Diamond Lil fueron posteriormente reclutados por Jerome Jaxon como miembros de Omega Flight, con la intención de destruir a James Hudson, ahora conocido como Guardian, y Alpha Flight. Sin embargo, Roger Bochs solo aceptó la oferta de la asistente androide de Jaxon, Delphine Courtney, para derrotar a Omega Flight desde adentro, ya que permaneció leal a Guardian. Como resultado, Jaxon usaría el robot Box contra Guardian en la batalla, solo para ser electrocutado por la retroalimentación en el casco de control de Box cuando Guardian usó la energía de su propio traje para desactivar el robot. Poco después, Guardian fue empujado incontrolablemente al continuo espacio-tiempo por su traje de batalla sobrecargado, aparentemente desintegrado a su esposa Heather.
Después de que Alpha Flight regresara a Canadá, Roger Bochs (que todavía trabajaba de forma independiente) reclutó a Madison para reconstruir su robot Box dañado, con el fin de buscar venganza contra Omega Flight. Roger y Madison pudieron reconfigurar Box usando una especie de "metal vivo", lo que permitió a Bochs fusionarse físicamente con el robot, liberándolo de sus limitaciones físicas. Mientras Madison se quedó atrás, Roger se unió a Alpha Flight, solo para terminar donando Box al alma incorpórea de Walter Langkowski, también conocido como Sasquatch.
Poco después, Guardián reapareció en Vancouver, luchando contra un criminal blindado. El resto de Alpha Flight se sorprendió al ver a su antiguo líder con vida, pero era una artimaña; "Guardian" era, de hecho, Delphine Courtney, reconfigurada para duplicar las habilidades del traje de batalla de Guardian, así como su apariencia. Courtney, actuando como Guardián, llevó a Alpha Flight al West Edmonton Mall, donde se encontraron con Omega Flight, buscando venganza, así como para recuperar a su miembro perdido, Smart Alec.
Expulsado del centro comercial por la repentina aparición del Beyonder, Omega Flight, dirigido por Courtney disfrazada de Guardián, se topó con Madison en el estacionamiento. Madison usó sus habilidades para defenderse del Omegan Flashback, matando inadvertidamente a uno de los seres futuros de Flashback. Luego se volvió hacia Courtney, obligándola a quitarse la máscara de guardián, y luego la volvió del revés, destruyendo a Courtney. Madison expresó su decepción con Diamond Lil por volverse criminal, y la entregó a ella y al resto de Omega Flight a las autoridades mientras se encontraba con Alpha Flight dentro del centro comercial, presenciando la partida del Beyonder.

### Uniéndose a Alpha Flight
Madison y Roger trabajaron juntos para reconstruir el interior de la casa que Walter Langkowski había heredado en Tamarind Island, que había sido destruida por el antepasado de Walter, Gilded Lily. La casa reconstruida fue apodada "Mansion Alpha", y serviría como cuartel general de Alpha Flight por un tiempo.
Heather Hudson, habiendo asumido el liderazgo de Alpha Flight durante este período, investigó los archivos de su esposo desaparecido (y presuntamente fallecido) en Madison Jeffries, y descubrió la existencia de su hermano Lionel. La base de datos no mencionó la locura de Lionel, y cuando ella viajó al hospital donde estaba recluido, se sorprendió al descubrir que era un paciente y no un miembro del personal. Sin darse cuenta, Heather permitió que Lionel usara sus poderes, liberándose y desfigurando a Heather en el proceso. Madison se vio obligada a enfrentarse a Scramble una vez más, pero esta vez Madison obligó a Lionel a usar su poder sobre sí mismo, permitiendo que Scramble recuperara un poco de cordura.
Madison y Roger recrearon el traje de batalla de Guardian a partir de los restos de Delphine Courtney como un proyecto paralelo, para consternación de Heather, ya que el traje había sido responsable de la aparente desaparición de su esposo Mac. Sin embargo, después del incidente de Scramble y ser secuestrada por Deadly Ernest, Heather decidió ponerse el traje de batalla, modificado por Madison para adaptarse a ella, y tomó el nombre de Vindicator.
Madison sirvió a Alpha Flight en gran parte como un papel de apoyo, más que como un combatiente activo, aplicando los diseños de Roger Bochs (y algunos de los suyos, aprendiendo de Roger) para crear y reparar el equipo tecnológico de Alpha Flight, como el Omnijet.
Madison fue secuestrado por Kara Killgrave, la Chica Púrpura, cuando temía represalias de Alpha Flight por su manipulación de Northstar. Sin embargo, Madison pronto se ocuparía de cuidar a Kara como una especie de figura paterna durante un tiempo, en ausencia de su padre biológico, el criminal conocido como el Hombre Púrpura. El hecho de que Kara admirara a Heather como una figura materna mientras era miembro de Alpha Flight también puede haber contribuido al incipiente romance de Madison y Heather.

### Contra Lionel Jeffries
Lionel Jeffries se había convertido en el director de la Clínica New Life, donde usó sus poderes mutantes para curar a Alphans heridos. Sin embargo, la inestabilidad mental de Lionel no se había curado por completo y, en secreto, había comenzado a experimentar de nuevo. Madison comenzó a sospechar cuando Lionel usó sus poderes para alterar radicalmente a Roger Bochs, reduciendo severamente su grasa corporal y dándole nuevas piernas, para que Bochs pudiera impresionar a su compañera de equipo y novia Aurora. Los poderes de Lionel no tuvieron ningún efecto en el Sasquatch recientemente revivido, que ahora habitaba el cuerpo de la recientemente fallecida Snowbird, y no pudo afectar la misteriosa enfermedad que había caído sobre Northstar, lo que generó crecientes dudas en los otros Alphans, particularmente en Vindicator.
A pesar de que Walter Langkowski estaba ahora en un cuerpo femenino (y había comenzado a usar el nombre de Wanda Langkowski), Bochs todavía se sentía amenazado por el exnovio de Aurora. Al mismo tiempo, las nuevas piernas de Bochs se estaban deteriorando, porque habían sido tomadas de cadáveres (y no de la propia masa de Bochs como le habían hecho creer). Llevado a unos celos locos, Roger se unió a Box y atacó a Sasquatch. Kara resultó herida durante la pelea. Obligado a defender al resto del equipo contra su amigo, Madison sacó a la fuerza a Bochs de Box, tomando el control del robot. En su estado paranoico, Bochs comenzó a creer que Madison había tenido la intención de quitarle a Box todo el tiempo.
Bochs fue llevado de regreso a la Clínica New Life, donde Lionel se uniría físicamente a Roger para convertirse en la forma de vida Omega. El nuevo ser casi devastó Alpha Flight con las habilidades metamórficas de Lionel combinadas con la habilidad de diseño de Roger. Madison, habiendo adquirido algunas de las habilidades de Roger Bochs mientras trabajaban juntos, reconfiguró el robot Box para poder utilizar los propios poderes de Madison mientras se fusionaba, lo que le permitió a Box transformarse en cualquier forma que Madison pudiera imaginar. Madison finalmente pudo alcanzar lo que quedaba de la cordura de Bochs el tiempo suficiente para hacer que Omega detuviera su ataque, y Madison, convirtiendo a Box en un cañón gigante, destruyó a Omega.

### Madison, Heather y Lil
Después de perder a varios otros miembros de Alpha Flight, el equipo estaba formado por tres miembros principales: Vindicator, Box y Sasquatch y los miembros júnior Chica Púrpura, Manikin, Goblyn y Pathway. Cuando el resto del equipo fue capturado por Bedlam, una creación fallida del Departamento H, Box se asoció con Wolverine para derrotar a Bedlam y salvar Alpha Flight. Poco después, Alpha Flight fue atacado por las Grandes Bestias, y Box usó la base ártica de Bedlam para aumentar su propio tamaño con el fin de luchar físicamente contra Tundra. Poco después, Box descartó gran parte de la materia absorbida de la base de Bedlam al lanzar Alpha Flight al espacio profundo, con su cuerpo restante formando una nave estelar. Alpha Flight finalmente regresaría a la Tierra a través de la dimensión Dreamqueen. 
Durante este tiempo, Madison y Heather siguieron una relación romántica, y los dos se comprometieron poco después de regresar a la Tierra y disolver Alpha Flight. Sin embargo, el compromiso estuvo plagado de dificultades, ya que Dreamqueen y posteriormente Llan el Hechicero obligaron a Alpha Flight a volver a estar juntos, y les dieron a los dos poco tiempo para el romance. 
Fue durante la pelea final con Dreamqueen que Lillian Crawley (también conocida como Diamond Lil) volvió a entrar en la vida de Madison. Lil, después de haber sido puesta en libertad condicional con la intención de ser reclutada en el nuevo super-equipo oficial de Canadá, Gamma Flight, terminó luchando codo a codo con Alpha Flight. Aunque Madison reafirmó su amor por Heather durante la batalla final con Llan, el descubrimiento de que Guardian estaba, de hecho, vivo puso fin al compromiso.
Después de que Alpha Flight recuperó el estatus oficial con el gobierno canadiense, Madison y Lil permanecieron con Alpha Flight por un tiempo, luchando juntos como compañeros de equipo. Madison brindó apoyo a Lil después de que descubrió un bulto en su pecho; Debido a su cuerpo virtualmente indestructible, una biopsia no fue posible con la tecnología terrestre existente, pero un arma extraterrestre recuperada durante una invasión de Toronto, modificada por Madison, permitió que se realizara una biopsia. El quiste resultó benigno y poco después, Madison y Lil se casaron, después de lo cual se retiraron del servicio activo. Fueron puestos en servicio una vez más durante la Cruzada Infinita, antes de que Alpha Flight se disolviera nuevamente como un equipo activo.

### Géminis y Arma X
Después de un período de inactividad, Alpha Flight se reactivó nuevamente, con un misteriosamente más joven James Hudson como líder del equipo. Para consternación de Lil, Madison se reincorporó al equipo, aunque esta vez no como Box. Sin embargo, en la primera misión del nuevo equipo, la organización criminal Zodiac secuestró y le lavó el cerebro a Madison, convenciéndolo de convertirse en Géminis (con un Boxbot modificado como su "gemelo"). Lil fue secuestrada por el Departamento H que realizó experimentos con ella. 
Incluso después de que se rectificaron estos eventos, ocurrieron más problemas. Lil fue secuestrada una vez más, pero esta vez por los agentes del programa renovado Arma X y llevada a su campo de exterminio de Neverland. Madison también fue secuestrada y lavada el cerebro por el programa. Su director, Malcolm Colcord, mantuvo a Madison en una pequeña habitación en un rincón apartado de las instalaciones y le encargó la creación de los campamentos de Neverland. A Madison le lavaban el cerebro con frecuencia para mantenerlo sumiso a Colcord.
Debido a una serie de eventos dentro de la organización, se formó un cisma entre Colcord y su segundo al mando, Brent Jackson. Jackson reunió un contingente de seguidores leales e intentó usurpar el poder de Colcord. En medio de la conmoción, Madison salvó la vida de Colcord, escoltándolo a él y a Aurora a un lugar seguro, a pesar del comportamiento abusivo de Colcord hacia él.
Madison Jeffries fue uno de los pocos mutantes que retuvo sus poderes sobrehumanos durante el evento M-Day.

### X-Club
Jeffries es abordado por Bestia para que se una a su equipo de científicos que se ocupa de la Crisis de Nacimientos Mutantes porque necesitan a alguien que sea bueno con la maquinaria. Jeffries afirma que quería alejarse de la gente después de que le lavaron el cerebro para crear campos de muerte automatizados para mutantes, por lo que se mudó para crear y volverse más inteligente. Sus robots aprenden a adaptarse y autorreplicarse y deciden que ya no lo necesitan. Sellan el búnker e intentan matarlo. Coloca una bomba y se une al equipo de Bestia.
Después de que Bestia haya terminado de reunir a su escuadrón científico, regresan a la base donde les presenta a su último miembro, Kavita Rao. Juntos sostienen una reunión donde Bestia explica todo sobre cómo ocurrió la Aniquilación. Más tarde se remonta al año 1906 junto con el resto del X-Club y Psylocke y ayuda a levantar el Asteroide M desde el fondo del océano. Durante la batalla final contra las fuerzas de Norman Osborn en Utopia, se une al Doctor Némesis y Psylocke para enfrentarse a Bestia Oscura.
Jeffries sufre una gran pérdida durante Necrosha, cuando Diamond Lil es asesinada por Mortis. Jeffries usa sus habilidades para fabricar un ataúd de vidrio para ella y la entierran en el mar. Durante los eventos de Second Coming, Madison y el resto del X-Club son excluidos de Utopia por Bastion mientras intenta matar a la población mutante restante. Jeffries ha desarrollado una atracción por Peligro, la manifestación humanoide-robótica de la Sala de Peligro de los X-Men.
Madison Jeffries aparece más tarde como miembro de los Utopians junto con Elixir, Karma, Masque, Random y Tabitha Smith.

## Poderes y habilidades
Madison Jeffries es un mutante dotado de la capacidad de reestructurar tecnocinéticamente todos los materiales inorgánicos como vidrio, plástico y metal en cualquier cosa dentro de su imaginación, incluida la manipulación y el control remoto de dispositivos hechos de tales elementos, incluso aquellos que no son de su propia creación. Recientemente, sus poderes parecen haber desarrollado una mutación secundaria de tecnopatía completa, pudiendo comunicarse con inteligencias artificiales como la maquinaria y la robótica.
Como beneficio adicional de su mutación secundaria, Madison puede fusionarse técnicamente con la armadura Box. Ganar mayor fuerza al nivel de la Cosa, resistencia y resistencia a las lesiones, así como una variedad de dispositivos tecnológicos como cohetes de arranque, varios escáneres y armas variadas. Madison puede reconfigurar la armadura Box a cualquier forma que pueda concebir, incluidos varios modos de vehículo. Usando los poderes de Madison, la armadura Box también puede absorber materiales mecánicos adicionales para aumentar su tamaño y masa según sea necesario. En el tamaño máximo, logró luchar de manera uniforme con Tundra, la más fuerte de las Grandes Bestias. Sin embargo, mientras se fusiona con Box, Madison solo puede transmutar la armadura en sí, y debe separarse de Box para usar sus poderes para afectar otros materiales sin absorberlos en la armadura.
Similar a los compañeros especialistas científicos mutantes Forja, Doctor Némesis o Sage. El Sr. Jeffries tiene el talento intuitivo natural para la ingeniería mecánica y cibernética que le permite comprender, determinar e implementar de forma natural la formación constructiva potencial que pueden tomar ciertas piezas tecnológicas. Un rasgo que la mayoría de los telépatas señalan como que su mente funciona más como una máquina computarizada que como la de un ser humano.

## Otras versiones

### Era de Apocalipsis
En la realidad de la Era de Apocalipsis, Madison Jeffries se había unido a la causa de Apocalipsis y era miembro de la Hermandad del Caos, un grupo religioso de élite afiliado a la Iglesia del Madri. Jeffries fue enviado con los otros miembros para evitar el Gran Puente Aéreo Sentinel en Maine, sin embargo, un pequeño escuadrón de X-Men, los Amazing X-Men, había venido a ayudar en la Evacuación Centinela de América del Norte. Box reprogramó a los Sentinels para apuntar a los X-Men, aunque los X-Men más tarde pudieron revertir los esfuerzos de Box. Box pudo ocultarse y hacerse pasar por un humano durante la evacuación junto con Copycat. Fueron descubiertos en un puesto de control y proporcionaron una distracción para los Reavers para pasar, pero posteriormente fueron perseguidos por Arma X y Jean Grey con la antigua Caja asesina en el proceso.

### Era de X-Man
En la realidad de Age of X-Man, Madison Jeffries es el instructor de historia de la clase de décimo año dentro del Instituto de Estudios Superiores de Summers, ubicado en Winchester, Nueva York.

### House of M
En la realidad de House of M, Madison Jeffries también había sido obligado por Arma X a crear armas que se usarían en sus compañeros mutantes. Su hermano, Lionel, también había estado cautivo del programa Arma X. Aunque los hermanos Jeffries finalmente fueron liberados cuando Magneto se estableció como monarca, ambos sufrieron graves problemas mentales. Magneto los encontró vergonzosos, por lo que no mantuvo cerca a los hermanos Jeffries, pero los consideró demasiado valiosos e ingeniosos como para no hacer ningún uso de ellos.
Como tal, Magneto se posicionó en el país centroamericano de Santo Rico (después de derrocar al mutante El Toro) donde supervisaron la extracción de sus minerales de metales preciosos. Ellos gobernaron el país despóticamente y experimentaron con sus residentes durante años hasta que los Maestros del Mal de Capucha invadieron Santo Rico. Madison y Lionel crecen significativamente en tamaño y poder al absorber físicamente a docenas de santos y los minerales extraídos. Independientemente, fueron superados en número por los Maestros que mataron a los hermanos Jeffries para conquistar Santo Rico.

### Arma X: Días del futuro ahora
En el futuro alternativo representado en Arma X: Días del futuro ahora, los Boxbots en constante mejora de Madison han ganado una sensibilidad propia, uno de ellos incluso se llama Molde Maestro.

## En otros medios

### Videojuegos
- Madison Jeffries aparece como un PNJ en el videojuego Marvel Heroes con la voz de Richard Epcar. Aparece en el Instituto Xavier y ayuda a preparar el avión Blackbird.